# Đài thiên văn Palomar

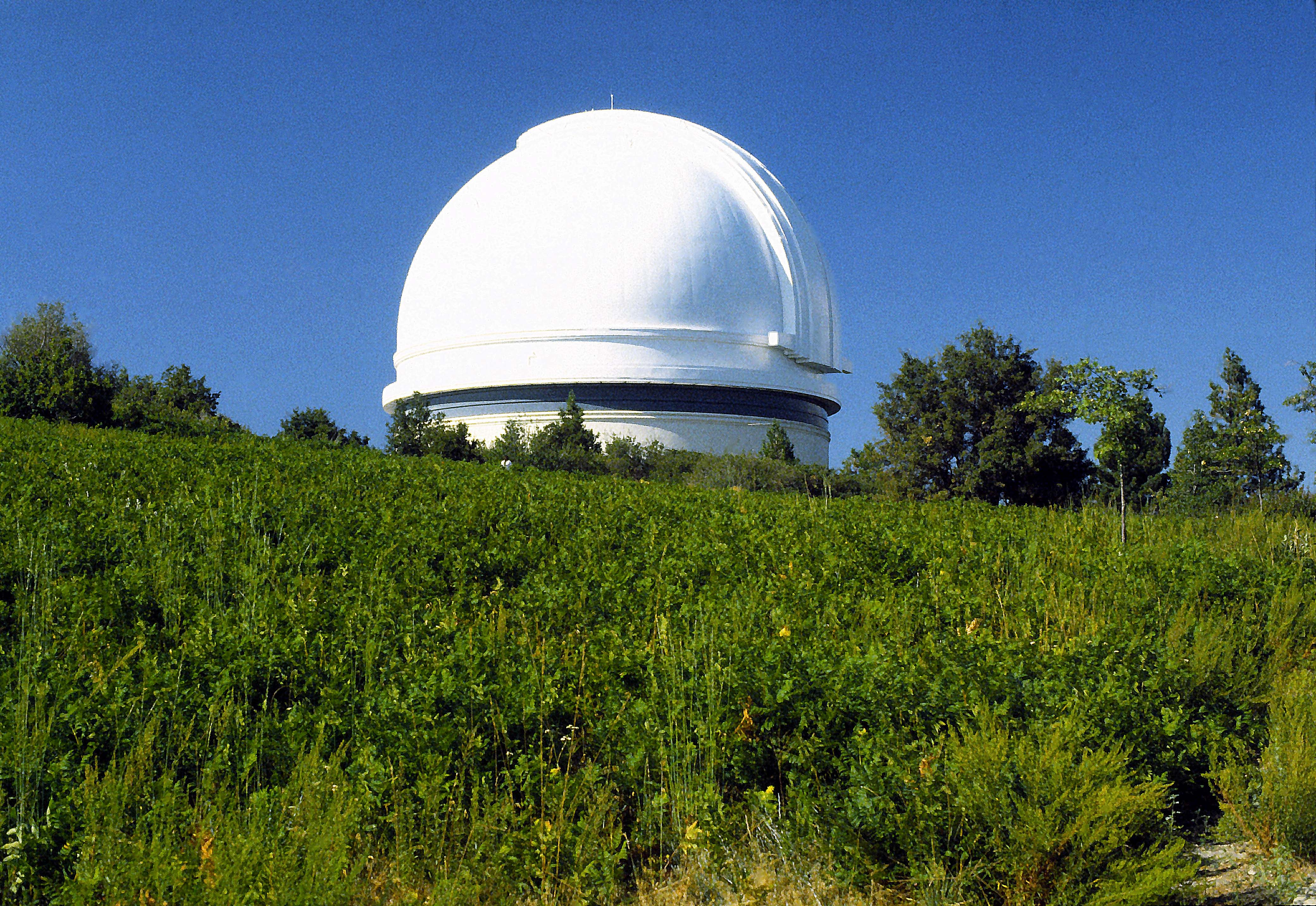
Đài thiên văn Palomar

Đài thiên văn Palomar nằm gần thành phố San Diego, miền nam bang California, Hoa Kỳ, cách thành phố Los Angeles khoảng 145 km và nằm trong dãy núi Palomar. Đây là một trong hai đài quan sát lớn nhất của Hoa Kỳ với kính viễn vọng Hale 200 inches (Đường kính 5,1 mét), một trong những kính thiên văn lớn nhất thế giới và Kính viễn vọng Samuel Oschin 48 inches (Đường kính 1,2 m). Ngoài ra, đài quan sát còn có một kính thiên văn 0,46 m có niên đại từ năm 1936 là kính viễn vọng Schmidt.
Palomar từ là một thuật ngữ tiếng Tây Ban Nha có từ thời Tây Ban Nha cai trị California có nghĩa là chim bồ câu nhà

## Lịch sử
Đài thiên văn này được xây dựng vào năm 1934 và người sáng lập ra là George Ellery Hale. Ông đã xuất bản một bài báo về "khả năng của kính thiên văn cỡ lớn". Bài báo nhằm hy vọng được sự hỗ trợ của công chúng Mỹ và trả lời cho công chúng hiểu về kính thiên văn cỡ lớn có thể trả lời giúp bí mật của vũ trụ. Trước năm 1992, đây là kính viễn vọng lớn nhất của Mỹ trước khi Mỹ xây dựng kính viễn vọng thuộc Đài thiên văn W. M. Keck nằm ở đảo Mauna Kea, tiểu bang Hawaii.

## Nghiên cứu

### Kính thiên văn Hale
Kính thiên văn chính của đài quan sát này là kính thiên văn Hale, làm bằng hỗn hợp thủy tinh là Pyrex. Nó được xây dựng bởi Caltech với một khoản tài trợ trị giá 6 triệu USD từ Quỹ Rockefeller. Chiếc kính thiên văn (lớn nhất thế giới tại thời điểm đó) đã nhìn thấy ánh sáng đầu tiên ngày 26 tháng 1 năm 1949 bởi nhà thiên văn học nổi tiếng Edwin Powell Hubble. Hubble đã phát hiện ra các chuẩn tinh và các ngôi sao đầu tiên trong các thiên hà xa xôi. Các nhà bác học đã nghiên cứu cấu trúc hóa học của các đám mây giữa các thiên hà dẫn đến một sự hiểu biết tổng hợp của các yếu tố trong vũ trụ và đã phát hiện ra hàng ngàn tiểu hành tinh, sao chổi và các dải ngân hà.

### Các quan sát khác
- Kính viễn vọng 18 inch Schmidt là dụng cụ đầu tiên chụp được những hình ảnh ở đài quan sát Palomar vào năm 1936. Trong những năm thập niên 30 thế kỷ 20, nhà thiên văn học là Fritz Zwicky phát hiện ra hơn 100 vụ nổ của các hành tinh trong các thiên hà khác bằng kính thiên văn này, và thu thập bằng chứng đầu tiên về cấu tạo vật chất của sao chổi Shoemaker-Levy 9 đã được phát hiện vào năm 1993. Từ đó đến nay, nó đã không được sử dụng nữa.

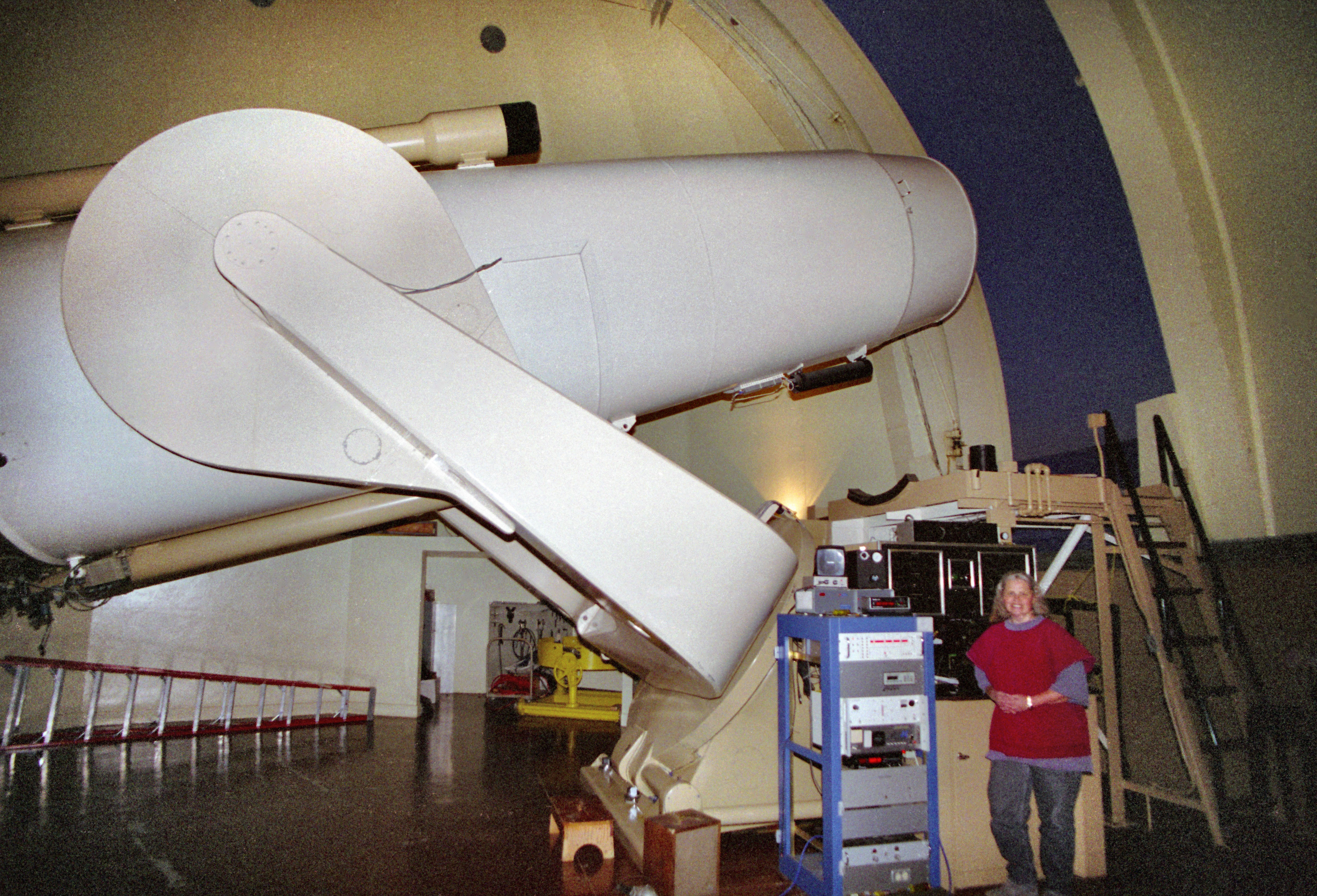
Nhà thiên văn học Jean Mueller cùng với Kính viễn vọng Samuel Oschin

- Dụng cụ giao thoa Testbed Palomar là một công cụ đa thiên văn cho phép các nhà thiên văn học thực hiện những phép đo độ phân giải rất cao của các kích thước và vị trí của các vì sao trong không gian. Các hình dạng của một số ngôi sao sáng đã được đo với PTI. Nó hoạt động từ 1995 đến 2008.
- The Planet Palomar là kính thiên văn robot hoạt động từ năm 2003 cho đến năm 2008. Nó được dành riêng cho việc tìm kiếm các tiểu hành tinh bằng cách đưa robot này lên các hành tinh. Nó hoạt động kết hợp với các kính viễn vọng tại Đài thiên văn Lowell.

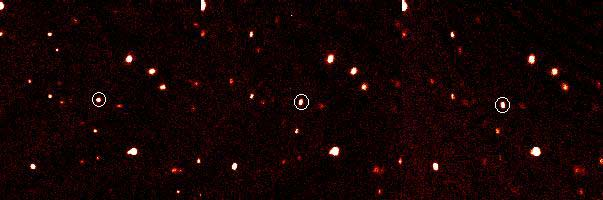
những quan sát từ Palomar vào năm 2003

### Các cuộc nghiên cứu
Cuộc nghiên cứu đầu tiên của đài quan sát Palomar là vào những năm 1950 mang tên POSS-I, lần thứ hai trong năm 1980 và 1990 với tên là POSS-II, và lần thứ ba vào năm 2003 với dự án QUEST.
Gần đây, một số hình ảnh quan sát không gian từ Palomar đã đạt độ phân giải cao, hơn cả các hình ảnh từ Kính viễn vọng không gian Hubble

## Điều hành
Những người đã từng giữ chức vụ làm giám đốc của đài quan sát Palomar
- Ira Sprague Bowen, 1948-1964
- Horace Welcome Babcock, 1964-1978
- Maarten Schmidt, 1978-1980
- Gerry Neugebauer, 1980-1994
- James Westphal, 1994-1997
- Leslie William Wallace Sargent, 1997-2000
- Richard Ellis, 2000-2006
- Shrinivas Kulkarni, từ năm 2006

Hiện nay, hoạt động của đài quan sát do Viện Công nghệ California điều hành.

## Tham quan
Đài quan sát Palomar là một cơ sở nghiên cứu khoa học thiên văn. Tuy nhiên, hiện nay, nó mở cửa cho khách tham quan trong ngày. Du khách có thể tự tìm hiểu về kính thiên văn Hale với sự hướng dẫn của nhân vân đài quan sát. Có một trung tâm mua săm ở đây cho khách du lịch.